# Great Balls of Fire (album av Dolly Parton)
Great Balls of Fire är ett musikalbum av Dolly Parton, släppt 23 juni 1979, som lyckades befästa countryartisten Dolly Partons frangångar på poplistorna. Albumets första singel, "You're the Only One", toppade countrylistan i USA i mitten av 1979, medan den följande singeln, "Sweet Summer Lovin'", var en countryhit i topp-tio. Albumet innehöll två coverversioner: titelspåret, ursprungligen framförd av Jerry Lee Lewis, som hade en hit med den 1957; och The Beatles hitlåt "Help!".
I samband med Dolly Partons turné i Europa 2007 släppte BMG Germany (en avdelning inom Sony/BMG) albumet för första gången på CD, detta i samma pack som albumet Dolly, Dolly, Dolly från 1980.

## Låtlista
1. "Star of the Show" (Dolly Parton)
2. "Down" (Parton)
3. "You're the Only One" (Sager-Roberts)
4. "Help!" (John Lennon - Paul McCartney)
5. "Do You Think That Time Stands Still?" (Parton)
6. "Sweet Summer Lovin'" (Tosti)
7. "Great Balls of Fire" (Blackwell-Hammer)
8. "It's Not My Affair Anymore" (French)
9. "Almost In Love" (Parks-Thiele)
10. "Sandy's Song" (Parton)